# Iberotelus
Iberotelus är ett släkte av tvåvingar. Iberotelus ingår i familjen stilettflugor.
Kladogram enligt Catalogue of Life:
| Iberotelus | \| \| Iberotelus cinereus \| \| \| \| \| \| Iberotelus inexpectatus \| \| \| \| |
|            | \| \| Iberotelus cinereus \| \| \| \| \| \| Iberotelus inexpectatus \| \| \| \| |
|            | Iberotelus cinereus                                                             |
|            |                                                                                 |
|            | Iberotelus inexpectatus                                                         |
|            |                                                                                 |